# Gaetano Castrovilli
Gaetano Castrovilli (* 17. Februar 1997 in Minervino Murge) ist ein italienischer Fußballspieler. Der Mittelfeldspieler gewann mit der A-Nationalspieler im Jahr 2021 die Europameisterschaft.

## Karriere

### Verein
Castrovilli begann mit dem Fußballspielen in seiner Heimatstadt Minervino Murge beim lokalen Amateurverein ASD Minervo. Im Jahr 2008 wurde er von Scouts der AS Bari entdeckt, in deren Nachwuchsabteilung er nach einem Probetraining auch wechselte. Bei den Biancorossi spielte er in diversen Juniorenauswahlen, bevor er im Jahr 2015 im Alter von 18 Jahren in der ersten Mannschaft erste Schritte setzte. Am 22. Mai 2015 gab er bei der 0:1-Auswärtsniederlage gegen Spezia Calcio sein Debüt in der zweithöchsten italienischen Spielklasse, als er in der 78. Spielminute für Marco Calderoni eingewechselt wurde. Dieser Einsatz blieb bis September 2016 sein einziger für die erste Mannschaft. Bis Mitte Januar 2017 bestritt er dann in 10 Ligaspiele für den Zweitligisten, in denen ihm kein Treffer gelang.
Mitte Januar 2017 wechselte Castrovilli zusammen mit seinem Teamkollegen Giuseppe Scalera vorerst auf Leihbasis zur AC Florenz, die sich für beide Spieler eine Kaufoption in Höhe von zwei Millionen Euro sicherte. Dort spielte Castrovilli zunächst für die U19-Mannschaft, wo er sich in 14 Ligaspielen mit sechs Toren und neun Vorlagen auszeichnen konnte. Am Ende der Spielzeit 2017/18 wurde die vereinbarte Kaufoption gezogen.
Zur Saison 2017/18 wechselte Castrovilli in einem einjährigen Leihgeschäft zum Zweitliga-Aufsteiger US Cremonese. Bereits in seinem Debütspiel am 3. September 2017 (2. Spieltag) gegen die US Avellino konnte er nach seiner Einwechslung treffen. Trotz dieses guten Starts, war er bei den Grigiorossi vorerst nur als Einwechselspieler im Einsatz. In der Rückrunde etablierte er sich als Stammspieler und beendete die Saison mit einem Treffer und vier Vorlagen, welche er in 26 Ligaspielen sammeln konnte.
Am 3. Juli 2018 wurde das Leihgeschäft um ein weiteres Jahr ausgedehnt. Seinen Status in der Startformation behielt Castrovilli auch in der nächsten Spielzeit 2018/19 bei. Er wurde jedoch häufiger am Flügel eingesetzt. Sein erstes Saisontor erzielte er bereits am 1. Spieltag beim 1:1-Unentschieden gegen Delfino Pescara. Am 30. Dezember (19. Spieltag) markierte er beim 4:0-Heimsieg gegen die AC Perugia den ersten Doppelpack seiner professionellen Karriere und assistierte in dieser Partie auch einen weiteren Treffer. Aufgrund eines Risses des Außenmeniskus verpasste Castrovilli von Februar bis März 2019 acht Ligaspiele. In 26 Ligaspielen traf er in dieser Saison viermal und bereitete auch genauso viele Tore vor.
Nach seiner Rückkehr zur AC Florenz bekam Castrovilli von Vincenzo Montella das Vertrauen und begann das erste Ligaspiel der Saison 2019/20 in der Startformation. In seinem ersten Spiel in der Serie A, der 3:4-Heimniederlage gegen die SSC Neapel, lieferte er eine Vorlage. Bei der Viola etablierte er sich als Stammspieler. Beim 3:1-Auswärtssieg gegen die AC Mailand am 29. September 2019 (6. Spieltag) erzielte er sein erstes Tor in der höchsten italienischen Spielklasse. In dieser Spielzeit absolvierte er 33 Ligaspiele, in denen ihm drei Treffer und zwei Vorlagen gelangen.
In der Saison 2021/22 wurde Castrovilli von mehreren Verletzungen geplagt. Unter anderem musste er sich am 21. April 2022 einer Knie-OP unterziehen, wo er anschließend für über acht Monate ausfiel.
Im August 2023 sollte Castrovilli zum AFC Bournemouth wechseln, scheiterte jedoch am Medizincheck. Da er weiterhin Knieprobleme hatte, kam Castrovilli erst am 21. April 2024 wieder zum Einsatz.
Am 19. Juli 2024 wechselte Castrovilli ablösefrei zu Lazio Rom. Im Januar 2025 wurde er an die AC Monza verliehen. Für Monza absolvierte er während der Leihe zwölf Pflichtspiele. Mit dem Ende der Leihe im Sommer 2025 endete auch sein Vertrag in Rom.

### Nationalmannschaft
Von September 2017 bis März 2018 war Castrovilli in sechs Freundschaftsspielen der italienischen U20-Nationalmannschaft im Einsatz. Seine einzigen beiden Treffer erzielte er dabei in seinem Länderspieldebüt am 5. September beim 6:1-Sieg gegen Polen.
Im November 2018 bestritt er dann zwei Testspiele für die U21, in denen er ohne Torerfolg blieb.
Am 15. November 2019 debütierte Castrovilli beim 3:0-Auswärtssieg gegen Bosnien und Herzegowina in der Qualifikation zur Europameisterschaft 2020 in der A-Nationalmannschaft, als er in der 86. Spielminute für Lorenzo Insigne eingewechselt wurde.
Bei der siegreichen Europameisterschaft 2021 stand Castrovilli im italienischen Kader, da sich Lorenzo Pellegrini kurz vor Turnierbeginn verletzte und Castrovilli nachnominiert wurde. Er wurde im dritten Gruppenspiel beim 1:0-Sieg über Wales in der 87. Spielminute für Matteo Pessina eingewechselt. Nach der EM kam er im Spiel gegen Litauen zu seinem vierten Länderspiel, das zugleich seine bisher letzte Berücksichtigung für die Nationalmannschaft war.

## Erfolge
- Europameister: 2021
- Verdienstorden der Italienischen Republik (Ritter) – für den Gewinn der Europameisterschaft 2021[30]